# 一色さゆり (AV女優)
一色 さゆり（いっしき さゆり）は、日本のAV女優。アロハプロモーション所属。

## 略歴・人物
2017年6月、kawaii*の専属女優としてデビューしたロリ系の巨乳AV女優。
趣味はケーキ屋さん巡り、ロック鑑賞。
2021年1月15日、自身のツイッターで柊 紗栄子（ひいらぎ さえこ）としてAV活動する旨を報告。

## 出演作品

### アダルトDVD
2017年
- 新人! kawaii*専属デビュ→ 童顔アンバランスGカップ! 18歳現役グラドル AVデビュー（6月7日、kawaii*）
- 女生徒 発育する巨乳 溢れ出る体液と中出し協奏曲（7月1日、キチックス）
- 夏の健康診断 田舎町で起きた中出し大乱交事件 女学生5名 乱交を含むSEX5発!中出し10発! 悪徳医師による女学生集団淫行!! （7月1日、キチックス）共演:長谷川ゆう、矢澤美々、姫川ゆうな、山川ゆな
- 現役グラドルメイド 18歳×Gカップ 最高のおっぱいご奉仕フルコース （7月7日、kawaii*）
- 夏休み特別講座☆ ファーストスター中出しスイミングスクール開校 ぴかぴかのスク水ちゃん5名（7月14日、FIRST STAR）共演:澄川鮎、姫川ゆうな、山川ゆな、矢澤美々
- 教師辞める覚悟で、教え子に中出ししまくりました 巨乳女子校生さゆり（7月14日、FIRST STAR）
- KO けしからんおっぱい（7月19日、ミニマム）
- 女子校生専門ドライブスルー車内リフレ 10人4時間（7月19日、キチックス）他出演:矢澤美々、山川ゆな、長谷川ゆう、姫川ゆうな、明音ひかる、夢野りんか ほか
- 田舎娘、天然Gカップ。 【超】幸せ愛人契約。さゆり 自分の価値をよく解っていない地味カワ素朴ガールが愛人契約でヤラれまくりの中出し。（7月25日、ビッグモーカル）
- 性感子宮検診クリニック 気付かれずに強制オーガズムされて理性崩壊レ×プ（7月25日、MOODYZ）他出演:清城ゆき、推川ゆうり
- 夏の夕暮れ。　浴衣の似合うお人形のように可愛い少女2人組に声をかけたのです。　〜パパとママが心配する夜遅くまで秘密の中出し4P乱交〜（7月28日、FIRST STAR）共演:姫川ゆうり
- 親なし家なしゴムなし極貧3姉妹 自給自足テント性活（8月1日、キチックス）共演:山川ゆな、長谷川ゆう
- トランジスタグラマーなパイパン美少女と夢の中出しSEX（8月8日、ケートライブ）
- 完全顔出しガチナンパ! とっても優しい天使みたいなナースさんに包茎インポ童貞3重苦男子のオナニーの介抱してもらいました!! かわいすぎる裸体にズル剥けフル勃起したち●ぽを白衣の奥にズブリ! 金玉空になるまで何度も中に出しました!（8月11日、S級素人）※「さゆり」名義　他出演:あや、みさき、ゆうき
- 女子校生革命!夏なんてぶっ飛ばせ! 5人の美少女が制服大改造スーパークールビズで登校してきた!!（8月11日、FIRST STAR）共演:澄川鮎、姫川ゆうな、矢澤美々、山川ゆな
- 叔父に成りすました半グレに犯され続ける無垢な巨乳美少女 小さい頃に一度だけ会った事がある叔父さん…顔は覚えていないけど、優しかったよね…久しぶりに会ったのに、どうしてこんなにやらしい事するの?私の背が伸びたから…?おっぱいが大きくなったから…?（8月13日、オーロラプロジェクト・アネックス）
- 満員バスで背後から制服越しにねっとり乳揉み痴漢され腰をクネらせ感じまくる巨乳女子高生 2（8月24日、ナチュラルハイ）他出演:吉川あいみ、月本愛、白石りん
- 童顔な顔してお兄ちゃんイジメが大好きなドSいたずらっ娘ちびボイン妹（9月1日、sister）他出演:さとう愛理
- OTA おっぱいの正しい遊び方。（9月1日、ミニマム）
- 聖キチックス学園 青春中出し大乱交教室 超可愛的女子校生7名（9月1日、キチックス）共演:姫川ゆうな、矢澤美々、長谷川ゆう、七瀬恵梨香、桜井叶乃、山川ゆな　※AV OPEN 2017 乙女部門エントリー作品
- 18才感度良好! イキ過ぎちゃったGカップ援交女子●生（9月8日、宇宙企画）
- 100％完全ガチ交渉！噂の素人激カワ看板娘×PRESTIGE PREMIUM 06（9月22日、プレステージ）他出演:佐藤千明、愛里るい ほか
- M男にささやき淫語W痴女（10月6日、OFFICE K'S）共演:かなで自由 他出演:蓮実クレア、神ユキ、朝比奈菜々子、小嶺心春
- ムッチリ家政婦による肉弾接待!! 柔らかな肉に挟まれまくりのハーレム性活!!（10月13日、BAZOOKA）共演:推川ゆうり、春乃さくら
- お姉ちゃんの彼氏を寝取っちゃうふしだらな妹!彼氏のヤグられ現場に遭遇しちゃった姉と妹でチ○ポの奪い合い!射精しても姉妹マ○コ全てに中出しするまで終わらないノンストップSEX!（10月20日、OFFICE K'S）共演:月野ゆりあ、かなで自由 他出演:蓮実クレア、神ユキ
- 一見清楚で控えめな息子の彼女は実は巨乳でしかも騎乗位がヤバすぎる!（11月2日、グローリークエスト）
- 巨乳ロリータ中出し20連発（11月16日、アイエナジー）
- 巨乳パイパン美少女と密室中出しセックス（11月21日、ケー・トライブ）
- 彼女はピュアでスケベ過ぎる。無垢な美少女の本気SEX（12月1日、S-Cute）他出演：枢木あおい、月本愛、宮沢ゆかり、佐々木ひな、四ツ葉うらら

2018年
- 小柄な美少女のエッチな生態（1月1日、S-Cute）他出演：生田みく、宮沢すず、水樹くるみ、ななせ麻衣、白咲ゆず

### イメージDVD
- 胸きゅん純情Gカップ（2017年6月23日、スパイスビジュアル）※「加藤ゆう菜」名義
- 黒髪乙女 Gカップ!爆乳美少女（2017年8月23日、pistil）※「加藤ゆう菜」名義
- Gカップ元アイドル デカ乳快楽拷問（2017年11月30日、オルスタックソフト販売）